# Sabine Himmelsbach
Sabine Himmelsbach (* 1966) ist eine deutsch-schweizerische Kunsthistorikerin, Kuratorin und Museumsleiterin.

## Leben und Werk
Nach einem Studium der Kunstgeschichte in München arbeitete Himmelsbach ab 1993 bis 1996 für mehrere Galerien in München und Wien und übernahm anschliessend die Projektleitung für Ausstellungen und begleitende Symposien beim Steirischen Herbst Festival in Graz.
Von 1999 bis 2005 war Himmelsbach Ausstellungsleiterin im Zentrum für Kunst und Medien und von 2005 bis 2012 Leiterin des Hauses für Medienkunst Oldenburg (damals noch Edith-Russ-Haus für Medienkunst), bevor sie 2012 die Leitung des HeK (Haus der elektronischen Künste Basel) übernommen hat. In Vorträgen und Texten arbeitet sie zu Themen der Medienkunst und digitalen Kultur.

## Ausstellungsprojekte (Auswahl)
- 2011: gateways. Kunst und vernetzte Kultur, für das Kumu Kunstmuseum in Tallinn, Estland, im Rahmen der Kulturhauptstadt Europas Tallinn 2011
- 2014: Ryoji Ikeda
- 2015: Poetics and Politics of Data
- 2016: Rafael Lozano-Hemmer: Preabsence
- 2017: unREAL
- 2018: Lynn Hershman Leeson: Anti-Bodies, Eco-Visionaries
- 2019: Entangled Realities. Leben mit künstlicher Intelligenz
- 2020: Making FASHION Sense und Real Feelings. Emotionen und Technologie
- 2021: Hybrid by Nature. Human.Machine.Interaction in Zusammenarbeit mit dem Goethe-Institut in Ost-Asien.
- 2022: Earthbound – Im Dialog mit der Natur für die Europäische Kulturhauptstadt Esch an der Alzette (2022) in Luxemburg.

## Publikationen (Auswahl)
- Ökomedien: Ökologische Strategien in der Kunst heute, von Sabine Himmelsbach (hrsg., Autor), Yvonne Volkart (hrsg., Autorin), 1. Oktober 2007, Hatje Cantz Verlag, ISBN 978-3-7757-2048-9
- Gateways, Kunst und vernetzte Kultur, hrsg. Sabine Himmelsbach, KUMU Art Museum, Tallinn, Goethe-Institut, Estland, Ralf Eppeneder, Hatje Kantz Verlag, 2011, ISBN 978-3-7757-2796-9
- Sensing Place: Zur medialen Durchdringung des urbanen Raums/Mediatising the Urban Landscape, von Basel Haus für elektronische Künste (hrsg.), Sabine Himmelsbach (Autorin), Christoph Merian Verlag, 8. Januar 2013, englisch, ISBN 978-3-85616-581-9
- Share: Medientechnologie und Kulturvermittlung, HeK (Haus der elektronischen Künste Basel), Christoph Merian Verlag, 1. Juni 2018, ISBN 978-3-85616-881-0
- Lynn Hershman Leeson: Anti-Bodies, Sabine Himmelsbach (Autorin), Hatje Cantz Verlag, 7. Juni 2019, ISBN 978-3-7757-4611-3
- Coding Care: Towards a Technology for Nature, Sabine Himmelsbach (Autorin), Chus Martínez, (Autorin), Hatje Cantz Verlag, 30. November 2022, ISBN 978-3-7757-5456-9
- Libby Heaney: Quantum Soup / Quantensuppe, Sabine Himmelsbach (Autorin), Hatje Cantz Verlag, 5. Juni 2024, ISBN 978-3-7757-5770-6